# YandexGPT
YandexGPT è un chat bot basato sull'intelligenza artificiale e sull'apprendimento automatico sviluppato dalla società russa Yandex. È in grado di generare testi, eseguire traduzioni automatiche, elaborare il linguaggio naturale ed eseguire altri compiti legati alla comprensione e all'elaborazione di testi.

## Storia
Nel febbraio 2023 Yandex ha annunciato che stava sviluppando la propria versione della rete neurale generativa ChatGPT come parte dello sviluppo di un modello linguistico della famiglia YaLM (Yet another Language Model). Il progetto era inizialmente noto come YaLM 2.0, ma poi venne adottato il nome YandexGPT. 

## Descrizione
YandexGPT è in grado di generare automaticamente dei contenuti testuali e di assistere nella scrittura di testi per lo sviluppo di chat bot e di sistemi di traduzione automatica. Il servizio è disponibile sulla base di alcune reti neurali:
- YandexGPT2 è destinato a un'ampia gamma di utenti tramite l'assistente virtuale Alice.[3]
- YandexGPT3 è destinato all'uso aziendale per compiti di maggiore produttività. È disponibile anche YandexGPT Pro sottoscrivendosi a un abbonamento AlicePro, per il quale è richiesto un abbonamento a Yandex Plus.[3]
- YandexGPT Lite è la terza generazione della versione leggera della rete neurale.[4]
- YandexGPT 4 è la quarta generazione che include una versione leggera (Lite) e una più potente (Pro).[5]
- YandexGPT 5 Pro è il modello di intelligenza artificiale di quinta generazione integrato con Alice Pro.[6]

A YandexGPT si può accedere tramite Yandex.Browser ed è anche integrato negli smart speaker prodotti dalla stessa società.